# San Sebastián Coatán
San Sebastián Coatán – niewielka miejscowość w zachodniej Gwatemali, w departamencie Huehuetenango, około 100 km na północ od stolicy departamentu, miasta Huehuetenango, oraz około 60 km od granicy państwowej z meksykańskim stanem Chiapas. Miasto leży w górach Sierra Madre de Chiapas na wysokości 2445  m n.p.m.
Według danych szacunkowych w 2012 roku liczba ludności miasta wyniosła 886 mieszkańców.
Jest siedzibą władz gminy o tej samej nazwie, która w 2012 roku liczyła 24 627 mieszkańców. Gmina jak na warunki Gwatemali jest mała, a jej powierzchnia obejmuje 168 km².